# Lista de senhores de Cameros
Lista de Senhores de Cameros

Antigo brasão da casa de Haro, titulares do Senhorio de Biscaia entre os séculos XI e XIV. A sua composição foi herdada por numerosos municípios da Biscaia.

- Fortún Ochoa, (de 980 a 1057), 1.º senhor Cameros,
- Sancho Fortúnez, (1057 - ?), 2.º Senhor Cameros,
- Ximeno Fortunión, 3.º senhor de Cameros,
- Íñigo Ximénez, 4.º senhor de Cameros,
- Ximeno Fertungones, (1090 -?), 5.º senhor Cameros.
- Pedro Ximénez, 6.º senhor de Cameros,
- João Ramírez de Arellano, senhor de Cameros,
- Maria Alvarez, senhora de Cameros (1215 -?),
- Simon Ruiz, senhor de Cameros (1230 -?)
- João Alonso I de Haro, senhor de Cameros (1235 -?),
- Afonso Lopes de Haro, senhor de Cameros (1260 -?),
- Jaime, infante de Castela, senhor de Cameros (1268 -?),
- Pedro, infante regente de Castela, senhor de Cameros (1290 -?),
- João Alonso II de Haro, senhor de Cameros (1300 -?),
- João Alonso III de Haro, senhor de Cameros (1325 -?),
- Raimundo, "O Fratricida" senhor de Murillo e Cameros,
- Alonso Ramírez de Arellano, senhor de Cameros e 1.º conde de Aguilar
- Carlos Ramírez de Arellano, senhor de Cameros e 2.º conde de Aguilar
- Alonso Ramírez de Arellano, senhor de Cameros e 3.º conde de Aguilar
- Ana Ramírez de Arellano, senhora de Cameros e 4.ª condessa de Aguilar
- Filipe Ramirez de Arellano, senhor de Cameros e 5.º conde de Aguilar
- Filipe Ramirez de Arellano, senhor de Cameros e 7.º conde de Aguilar
- João Ramirez de Arellano, senhor de Cameros e 8.º conde de Aguilar

## Bibliografía
- Julio Caro Baroja. Los pueblos de España. Tomo II. Madrid 1981. (em castelhano)
- Angel Casimiro de Govantes. Diccionario Geográfico-Histórico de España. Sección II. Madrid, 1846. (em castelhano)
- Bernardo Ibáñez de Echavarri. Vida de S. Prudencio, obispo de Tarazona. Vitoria 1754.(em castelhano)
- Jesús de Leza. Los López de Díaz de Haro, señores de Vizcaya y los señores de Cameros. Logronyo 1954. (em castelhano)
- Miguel A. Moreno Ramirez de Arellano, Señorío de Cameros y Condado de Aguilar. Cuatro siglos de régimen señorial en La Rioja (1366-1733), Logroño, Instituto de Estudios Riojanos, 1992.(em castelhano)
- Ildefonso Rodríguez R. de Lama. Colección Diplomática Medieval de La Rioja. Tomo I y II. Logroño, 1976-1979.(em castelhano)
- A. Ubieto Arteta. San Millán de la Cogolla, 759 - 1076. Valencia 1976.(em castelhano)